# Astraea praetervisa
Astraea praetervisa är en törelväxtart som först beskrevs av Johannes Müller Argoviensis, och fick sitt nu gällande namn av Paul Edward Berry. Astraea praetervisa ingår i släktet Astraea och familjen törelväxter. Inga underarter finns listade i Catalogue of Life.